# Andvare

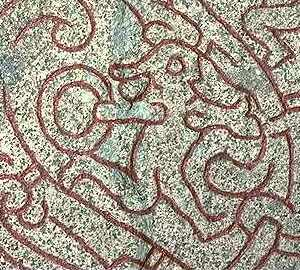
Denna del av Drävlestenen (U 1163) anses avbilda Andvare bärandes ringen Andvaranaut. Huvudflärpen kan vara en struthätta eller långt hår.

Andvare var en dvärg i nordisk mytologi som hade en mäktig guldskatt, till vilken hörde en underbar ring: Andvaranaut. 
När asagudarna Oden, Höner och Loke kom förbi Andvareforsen, fick Loke se en utter som satt och åt på en lax. Han dödade uttern och blev glad eftersom han därmed samtidigt hade nedlagt två djur som kunde ätas. När de tre senare sökte natthärbärge hos Reidmar, kände denne igen uttern som sin egen son Utter. I vredesmod lät han sina två andra söner Regin och Fafne binda asarna. Som villkor för deras frigivning krävde Reidmar att de skulle hämta så mycket guld att de kunde fylla och täcka utterskinnet. Loke fick i uppdrag att ordna med detta. Han begav sig då till Ran, som gav honom ett nät med vilket han lyckades fånga Andvare, som levde i gäddhamn. Han avtvingade dvärgen så mycket guld som behövdes och tog också den magiska ringen Andvaranaut. Andvare uttalade då en förbannelse över ringen, så att den skulle bringa olycka över alla som ägde den. När Loke överlämnade skatten till Reidmar ledde detta till ett stort gräl mellan honom och hans söner, vilket ledde till deras gemensamma död. Se vidare Sigurd Fafnesbane. 
I Richard Wagners tetralogi Nibelungens ring är Andvare känd som Alberich.